# Villavicencio de los Caballeros (kommunhuvudort)
Villavicencio de los Caballeros är en kommunhuvudort i Spanien.   Den ligger i provinsen Provincia de Valladolid och regionen Kastilien och Leon, i den norra delen av landet, 220 km nordväst om huvudstaden Madrid. Villavicencio de los Caballeros ligger 724 meter över havet och antalet invånare är 294.
Terrängen runt Villavicencio de los Caballeros är huvudsakligen platt. Villavicencio de los Caballeros ligger nere i en dal. Runt Villavicencio de los Caballeros är det mycket glesbefolkat, med 5 invånare per kvadratkilometer. Närmaste större samhälle är Mayorga, 12,2 km norr om Villavicencio de los Caballeros. Trakten runt Villavicencio de los Caballeros består till största delen av jordbruksmark.